# Horst Schild
Horst Schild (* 4. April 1942 in Hannover; † 14. Dezember 2024) war ein deutscher Politiker.

## Leben
Horst Schild absolvierte eine Lehre als Technischer Zeichner und machte einen Abschluss als Maschinenbautechniker. Weiterhin studierte er Maschinenbau und Politische Wissenschaften. Bis zum Jahr 1994 war Schild Akademischer Rat an der Universität Hannover. Er war seit 1961 Mitglied der SPD und für diese vom 10. November 1994 bis zum 31. Oktober 2005 für drei Wahlperioden Mitglied des Deutschen Bundestages. Er wurde im Jahr 1994 über die SPD-Landesliste in den Bundestag gewählt, bei den Bundestagswahlen 1998 und 2002 gewann er den Wahlkreis Hannover-Land II direkt. Sein Nachfolger als Abgeordneter wurde im Jahr 2005 der Jurist Matthias Miersch.
Schild war verheiratet und wohnte in Barsinghausen.